# Vác (distrikt)
Vác är ett distrikt i Ungern. Det ligger i provinsen Pest, i den nordvästra delen av landet, 30 km norr om huvudstaden Budapest.